# Hansestadtfest Frankfurt (Oder)

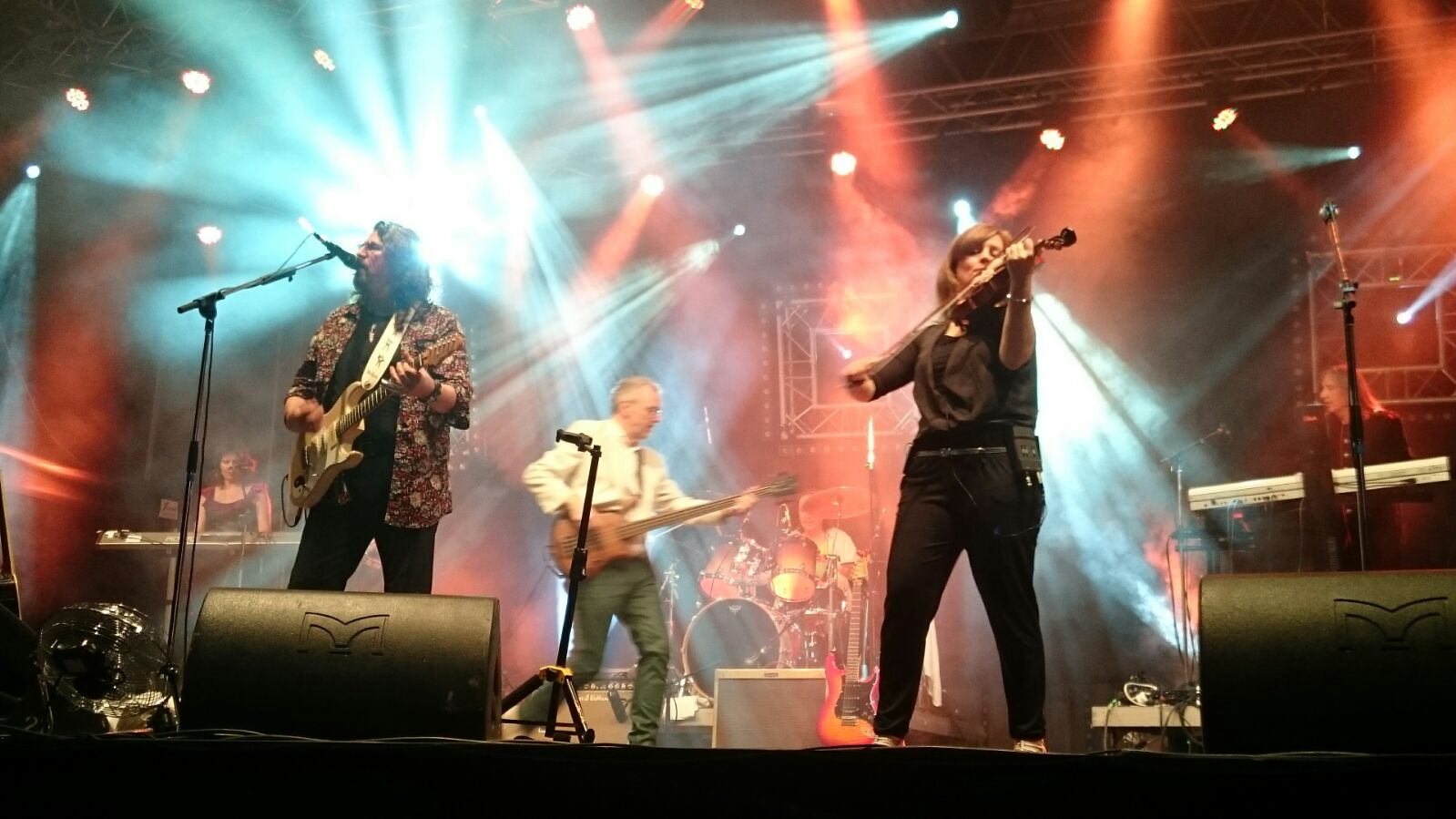
Electric Light Orchestra 2015

Das HanseStadtFest Frankfurt (Oder) in Frankfurt (Oder) (auch als "Bunter Hering" bekannt) gehört mit mehr als 100.000 Besuchern an drei Tagen zu den größten Veranstaltungen seiner Art in Ostbrandenburg. Dazu gehören Bühnen und Buden mitten in der Innenstadt, szenische Aufführungen mit Bezug zur Stadtgeschichte und ein großes Feuerwerk.

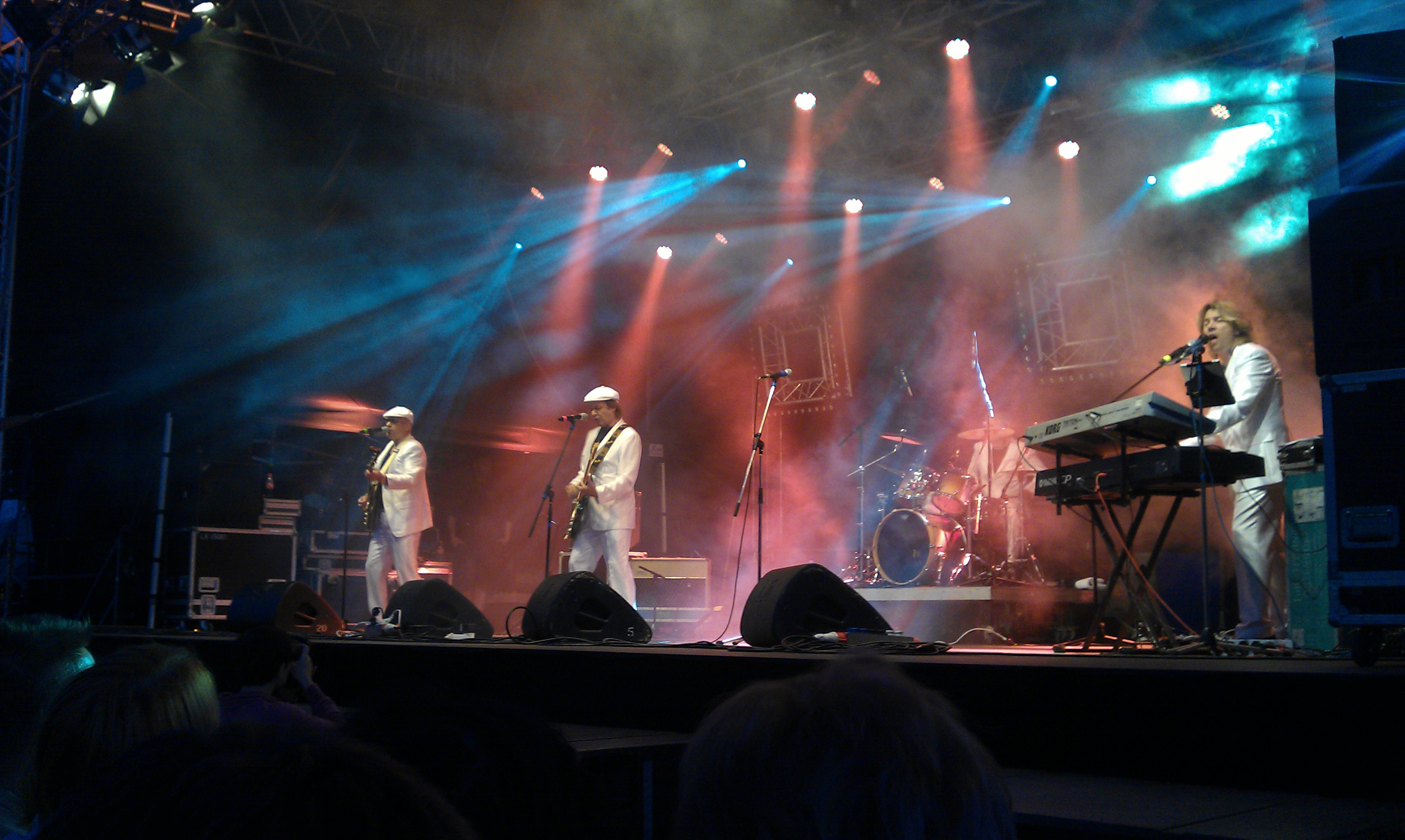
The Rubettes 2015

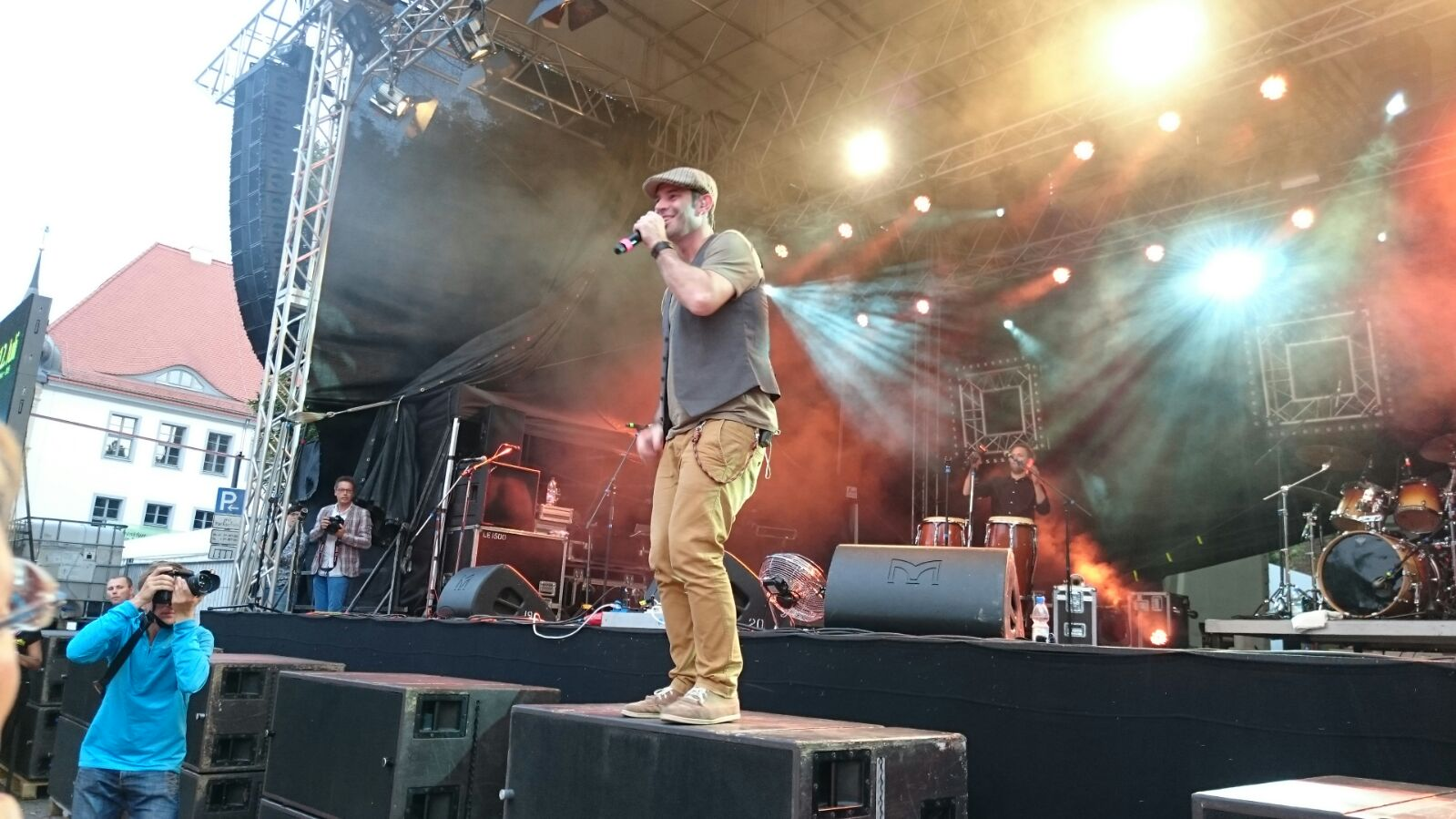
Marquess 2015

Es beginnt traditionell am zweiten Freitag im Juli. Klassiker sind Sportveranstaltungen wie der "Lauf ohne Grenzen" über die Stadtbrücke, das Couchsurfing und das Entenrennen.
Gegründet wurde das Stadtfest im Jahr 2003. Seit 2008 wird es gemeinsam mit dem Fest "Swawolny Kogucik" in der polnischen Nachbarstadt Słubice veranstaltet.
Seinen Namen "Bunter Hering" führt das Hansestadtfest auf eine alte Legende zurück.